# LittleBigPlanet Karting
Little Big Planet Karting è un gioco sviluppato da United Front Games con la collaborazione di Media Molecule esclusivamente per PlayStation 3, uscito nel novembre 2012.